# Darsana
Darsana är en hinduistisk text som består av sex delar och den mer intellektuella delen av den hinduiska skriftsamlingen.
Dess filosofi är klart baserad på Vedan och är skriven till förmån för lärda män som vill lära sig mer om hur man resonerar och använder sitt intellekt.